# 愛上變身情人 (電視劇)
《愛上變身情人》（： Byuti Insaideu），為韓國JTBC於2018年10月1日起播出的月火電視劇。講述有臉盲症的男人和每個月有七天會變換面貌的女人之間，展開一系列獨特療癒的愛情故事。

## 劇情

### 創意企劃
我們被太多東西束縛，很多事情定義我們，包括姓名、性別、年齡、職業、外表。如果在這些東西之間失去了其中一樣，我們又會變的如何？比如說，失去「外貌」，那麼人生會變得不幸嗎？還是會變得幸福呢？本劇由此出發
真正重要的東西是無法從眼睛看到，或許就像是「愛」一般的東西
什麼是真正的美？
認為外表毫無意義的「徐道在」跟認為外表比其他東西重要的「韓世界」，兩人相遇之後一同去找尋真正的美
定義我們的是外表，還是內在？

### 情節
女主角韓世界（徐玄振 飾）是韓國知名的大明星，她的個性自信豪爽，一舉一動都是媒體的焦點，這樣的她卻有個驚人的秘密，那就是每一個月有七天會變身成其他人的面貌身形，而且變身的樣子是完全隨機的。這讓她非常恐懼，為了隱藏這個特別的身體，她成为世界上最孤独的人。
韓世界的第一次變身是在10年前，20歲的她在眾人面前變成了老奶奶，因驚慌衝出馬路，在陰差陽錯中被年輕的男主角徐道載（李民基 飾）拯救，但也造成徐道載當場重傷，出現了不容易辨識他人容貌的後遺症。 
韓世界大概每個月會有一次變身，每一次會持續一個星期左右。但也有例外的時候。這種不確定性讓她的生活陷入了恐慌，而且出於職業特殊性的考慮，她每一次的逃脫都很驚險。為了隱藏這個秘密，每一段時間她都會躲起來，選擇逃避的她造成許多的緋聞。負面新聞引起人們對她的失望、厭惡與憤怒。尤其在她與徐道載重新相遇後，這種變身之後的恢復變得越來越難以捉摸。

## 演員陣容

### 主要人物
| 演員   | 角色   | 简介 | 粵語配音 | 國語配音 |
| 徐玄振 | 韓世界 | 韓流巨星，30歲，是個傳聞與謠言都相當多的麻煩製造者，同時也展現出多面貌的出眾演技，擁有「百變美人」綽號；她擁有在特定期間「變換身份、面貌」這項致命的能力，遇上不知道是孽緣還是良緣的徐道在後，從此打開通向秘密世界的大門。 第一次變身是在10年前，20歲跟宇美在歐洲時，變成了老奶奶，因驚慌衝出馬路，陰差陽錯被年輕的 道在 拯救，但也造成 道在 當場重傷。 發現徐道在就是當年救自己的恩人時，接受不了自己令道在患上臉盲症而選擇離開道在獨自生活。 離開徐道在一年後，回到徐道在身邊。 | 馮詠恩   | 魏晶琦   |
| 李民基 | 徐道在 | T-Road Airline 航空公司策略企劃部本部長，後為代表 35歲，擁有帥氣外表、高挑身材和聰明頭腦，看似受到老天爺眷顧的「完美男」，實際上患有臉盲症，為隱藏自己的病，努力記住別人的各種生活習慣、言行舉止、走路方式；然而在遇到韓世界後，他的生活則發生了巨大轉變。 10年前，25歲在歐洲時，在尋找病危的親生父親的過程中，為救被車撞倒的奶奶（韓世界的變身）導致腦傷，造成面部認知障礙的後遺症（臉盲）。 為了韓世界，冒險做手術醫治臉盲症。                                                  | 郭俊廷   | 李世揚   |
| 安宰賢 | 柳恩浩 | 30歲，擁有清澈心靈、狙擊女人心的神父志願生，性格給人如森林一般平靜的感覺，精緻秀氣的外貌，光是存在就給人相當治癒的效果，迷糊的個性也有著反轉的魅力，是唯二知道韓世界變身祕密的男性朋友，並在一旁守護著她。 韓世界的幼稚園同學、被稱為行走的「寶礦力水得」。 萬事通的打工族，打工範圍包括：咖啡店、百貨公司香水專櫃、清潔管家（田螺小姐）、洗車店。 其實是首爾大學法律系畢業的高材生。最後成為莎拉的男朋友。                                                                       | 陳漢祺   | 宋昱璁   |
| 李多熙 | 姜莎拉 | 廉價航空 One-Air 航空代表（One Air 乃T-Road航空子公司） 父親再婚後她成為了徐道在無血緣關系的妹妹，生日1985年3月15日，擁有美貌與智慧的她誓言要超越徐道載，同時她也注意到了韓世界的秘密，並結識了在她身邊的朋友柳恩浩，因緣際會聘僱恩浩為家庭清潔管家，後被其善良又單純的性格所吸引，最後成為恩浩的女朋友。 | 王綺婷   | 詹雅菁   |

### 徐道在周邊人物
| 演員   | 角色   | 简介 | 粵語配音 | 國語配音 |
| 李泰利 | 鄭周煥 | 徐道在的秘書（後為本部長），為擁有臉部辨識障礙的徐道載代替雙眼，是其最棒的左膀右臂，同時也是掌握徐道在秘密的存在。 善浩集團獎學金得主，夢想成為最高薪的上班族。 |          |          |
| 羅映姬 | 林靜妍 | 善浩集團副會長 徐道在的母親，極度反對兒子與世界交往，認為世界是生活不檢點的女人。為促其儘速與子分離，曾在私下會面前，就先行匯出一筆錢給女方作為談判籌碼。       | 蔡雁紅   |          |
| 李文秀 | 林會長 | 善浩集團會長、創辦人 徐道在的外公，白手起家的代表。 原先擁有兩輛交通巴士的通運公司，現在已經是首屈一指擁有156架客機的韓國航空公司。                             | 周鑫霆   |          |
| 姜南吉 | 姜泰植 | 徐道在的繼父，姜莎拉的父親，入贅到徐道在的外公家10年，大學農學院園藝科學教授。 因善浩集團獎學金的關係認識靜妍，進而相戀成婚。                                   | 羅偉亮   |          |
| 李哲民 | 金蒙武 | T-Road 航空公司理事，常找徐道在麻煩。 | 袁德基   |          |
| 權海成 | 李鉉錫 | T-Road 航空公司組長。 | 吳嘉樂   |          |
| 金宗澤 | 徐部長 | T-Road 航空公司部長。 |          |          |
| 金惠智 | 秀貞   | T-Road 航空公司職員。 | 廖欣怡   |          |
| 鄭恩星 |        | T-Road 航空公司職員。 |          |          |

### 韓世界周邊人物
| 演員   | 角色   | 简介 | 粵語配音 | 國語配音 |
| 文知茵 | 劉宇美 | 30歲，WORLD Ent.經紀公司的代表兼經紀人之外，更是韓世界從高中時代起的好友。 第一次見到韓世界由老奶奶變回自己，在知道她的秘密後，為守護她而努力不懈。 | 楊婉潼   | 詹雅菁   |
| 金姬貞 | 韓淑熙 | 48歲，韓世界的母親，18歲生下世界。 經營民宿，罹患胰腺癌末期過世。 為着在生前能看到女兒幸福，一直催促女兒盡早結婚。 | 陳子瑩   | 陳美貞   |
| 金承旭 | 李熙燮 | 電影導演，打造「演員 韓世界」的關鍵人物，因韓世界自幼失怙，因此將導演視為如父親一樣的存在。 對只會背誦台詞的呆板演員極感厭倦，但因韓世界可以完美演繹詮釋電影的藝術性與內涵，卻又不清楚為何韓世界會突然消失，且聽信時時充滿的負面新聞，對韓世界感到失望、厭惡與憤怒。但當韓世界再度站在他的面前，苦求給予演出機會。且不俱再以"新人之姿"模式出發時，他又開始懷疑這個眼前的韓世界還是不是當年所挖掘的那個韓世界？ | 袁德基   |          |

### 柳恩浩周邊人物
| 演員   | 角色         | 简介                                                 | 粵語配音 | 國語配音 |
| 李漢偉 | 柳恩浩的父親 | 警察，個性慈祥且可愛。                               | 何家裕   |          |
| 金藝玲 | 柳恩浩的母親 | 反對恩浩擔任神職人員，將世界及宇美都視為自己的女兒。 | 陳凱婷   |          |
| 吳幼珍 | 柳雅凜       | 柳恩浩的妹妹。                                       | 石梓晴   | 馮嘉德   |

### 其他人物
| 演員   | 角色   | 简介 | 粵語配音 | 國語配音 |
| 金州英 | 崔成宇 | 接受後援的男學生。                                                                                       |          |          |
| 崔允俊 |        | 低收入階層後援財團長。                                                                                   |          |          |
| 吳世英 | 周佳英 | 接受後援的女學生，後來被金泰鎮性騷擾。                                                                   | 廖欣怡   | 馮嘉德   |
| 徐光載 | 吳博士 | 徐道在的主治醫師。                                                                                       | 袁德基   |          |
| 吳慧英 | 韓世界 | |          |          |
| 洪恩珠 | 韓世界 | |          |          |
| 李振木 | 韓世界 | 在她的同學洪世真結婚時變身，以致被誤會沒有參加婚禮，但也只能默默予以祝福。                               |          |          |
| 申敏珠 | 申敏珠 | 姜莎拉的秘書。                                                                                           | 石梓晴   |          |
| 朴銀英 |        | 小吃攤主人。                                                                                             | 陳子瑩   |          |
| 崔赫   | 趙導演 | |          |          |
| 宋敬義 |        | 韓世界曾求助的醫生，但看著毫無異狀的電腦斷層照片也愛莫能助。                                             |          |          |
| 李龍女 |        | 韓世界曾求助的巫婆，說她身上沾了很壞的東西。即使寫符咒或用跳大神的方式想驅逐她體內的邪靈，也是無用之功。 |          |          |
| 權振宇 |        | 快遞配達員。                                                                                             |          |          |
| 金光仁 |        | 診斷韓淑熙罹患胰腺癌的醫生。                                                                             |          |          |
| 敏英   |        | 真人秀節目作家。                                                                                         | 陳子瑩   |          |
| 周富珍 |        | 愛之米分享活動後接受配食時要求「再給我來點米飯」的老奶奶，並分飾雙胞胎姊妹兩個角色。                     |          |          |
| 朴賢貞 |        | 失去了兒子民俊的媽媽，在民俊意外死亡的地方也想讓車撞死的女子。                                           | 陳子瑩   |          |
| 朴時允 |        | 民俊媽媽的另一個兒子。                                                                                   |          |          |
| 柳吟   |        | 在機場認出韓世界的女子。                                                                                 |          |          |
| 玉周梨 |        | 在機場認出韓世界的女子。                                                                                 |          |          |
| 金凡振 |        | 與韓世界約會的男子。                                                                                     | 郭湛深   |          |
|        |        | 變身成老婦人在醫院裡削水果說「要給媽媽吃」的韓世界。                                                     |          |          |
|        |        | 變身後在公共場所走進男廁變回原貌的韓世界，嚇壞一票在方便的男士們。                                       |          |          |
|        | 洪世真 | 韓世界的同學，對結婚時韓世界沒有到場祝賀有所抱怨。                                                       | 廖欣怡   |          |
| 朴龍   |        | One-Air航空理事們發起的餐會邀請了姜莎拉，與會理事之一。                                                  |          |          |

### 特別出演
| 演員   | 角色   | 简介 | 出演集數                       | 粵語配音 | 國語配音 |
| 姜素拉 | 姜素拉 | 2018白熊電影大賞女主演賞頒獎人。 | 1                              | 姜嘉蕾   | 詹雅菁   |
| 芮智媛 | 芮智媛 | 1 |                                | 無台詞   | 無台詞   |
| 南成鎮 | 金泰鎮 | 真摯物產代表。於「低收入青少年後援者之夜」頒發感謝狀給韓世界，表彰她捐款一億韓元的善行。之後在拍團體照時對站在旁邊的女學生周佳英進行言語及肢體性騷擾。                                                                         | 1                              |          |          |
| 李載允 | 李載允 | 白熊電影大賞中，韓世界旁邊的男演員，電影《對我不瞭解的你》男主角。 | 1、4                           | 郭湛深   |          |
| 崔大哲 | 崔大哲 | 白熊電影大賞與世界同排的男演員，電影《玉貞》的王（肅宗）。 | 1                              |          |          |
| 河詩恩 | 河詩恩 | 白熊電影大賞參加頒獎典禮的女藝人。 | 1                              |          |          |
| 金基斗 | 醫生   | 在醫院裏，談論韓世界八卦的醫生，後慘遭韓世界用丑橘反擊。 | 1                              |          | 宋克軍   |
| 趙賢植 | 英秀   | 韓世界的粉絲，任職韓國快遞，送快遞時要求簽名。 | 2                              | 郭湛深   |          |
| 柳和榮 | 蔡幼莉 | 韓世界的競爭對手，守護著業界選角第1順位的女演員，於祭拜韓世界母親葬禮時，察覺韓世界有不可告人的秘密，聘僱徵信社調查。 | 4、5、7、8、10、11、12、13、16 | 廖欣怡   |          |
| 金峻鉉 | 韓世界 | 參加2018白熊電影大賞時急忙跑出場外變身成壯碩男子的韓世界。 | 1                              |          | 宋克軍   |
| 孫 淑  | 韓世界 | 高中時代第一次變身的韓世界，70-80歲奶奶。 | 1                              |          |          |
| 高圭弼 | 韓世界 | 第一次在柳恩浩面前變身的韓世界。 | 2                              |          |          |
| 金成鈴 | 韓世界 | 在機艙上突然變身的韓世界，50-60歲熟女。 | 1、2                           | 陳凱婷   |          |
| 金玟錫 | 韓世界 | 在道載家裡變身的韓世界，18-19歲男高中生。 | 5、6                           | 黃尉斯   |          |
| 文佑鎮 | 徐宇宙 | 在片場變身的韓世界，9-10歲的小男生，正好劇情需要一位兒童演員，在4位男童中脫穎而出，獲得李導演的賞識，甚至有經紀公司想找他簽約。 偶然又看到民俊媽媽呆呆坐著，促使他決定冒充接受民俊心臟的男孩，藉以喚起民俊媽媽再活下去的勇氣。 | 8、9                           | 石梓晴   |          |
| 羅美蘭 | 韓世界 | 在韓世界家中變身的韓世界，40代的女生。 | 10、11                         | 石梓晴   |          |
| 全慧彬 | 韓世界 | 在海邊其中一個韓世界。 | 16                             |          |          |
| 許正民 | 韓世界 | 在海邊其中一個韓世界。 | 16                             |          |          |
| 朴明勳 | 韓世界 | 在海邊其中一個韓世界。 | 16                             |          |          |
| 金明國 | 張慶久 | 首爾地方航空廳長。 | 3                              |          |          |
| 金永勳 | 崔基浩 | 莎拉的未婚夫，重新旅遊代表。 | 11、12、13                     | 郭湛深   |          |
| 許齡智 |        | 韓世界十年的的忠實粉絲，在粉絲簽名會上與韓世界的交談詼諧有趣。 | 13                             | 石梓晴   |          |
|        | 朴記者 | 蔡幼莉叫來的記者，說是要提供第一手消息。原本想利用手邊東拼西湊的資料，加上人們喜歡捕風捉影的天性，整倒韓世界，想不到朴記者也通知韓世界，卻被韓世界反將一軍，弄得狼狽不堪。                                                     | 13                             | 吳嘉樂   |          |

## 原聲帶
- Part.1（發行日期：2018年10月1日）

| 曲序 | 曲目        | 演唱  | 时长 |
| ---- | ----------- | ----- | ---- |
| 1.   | 雲（구름）  | Rothy | 3:03 |
| 2.   | 雲（Inst.） |       | 3:03 |

- Part.2（發行日期：2018年10月9日）

| 曲序 | 曲目                                     | 演唱    | 时长 |
| ---- | ---------------------------------------- | ------- | ---- |
| 1.   | The Beauty Inside (With 2morro)          | Vincent | 3:14 |
| 2.   | The Beauty Inside (With 2morro)（Inst.） |         | 3:14 |

- Part.3（發行日期：2018年10月16日）

| 曲序 | 曲目                      | 演唱    | 时长 |
| ---- | ------------------------- | ------- | ---- |
| 1.   | 如夢般到來（꿈처럼 내린） | Davichi | 3:46 |
| 2.   | 如夢般到來（Inst.）       |         | 3:46 |

- Part.4（發行日期：2018年10月23日）

| 曲序 | 曲目                             | 演唱   | 时长 |
| ---- | -------------------------------- | ------ | ---- |
| 1.   | 我人生的美好（내 생에 아름다운） | K.Will | 3:58 |
| 2.   | 我人生的美好（Inst.）            |        | 3:58 |

- Part.5（發行日期：2018年10月30日）

| 曲序 | 曲目                     | 演唱   | 时长 |
| ---- | ------------------------ | ------ | ---- |
| 1.   | The Love Inside          | 2morro | 3:17 |
| 2.   | The Love Inside（Inst.） |        | 3:17 |

- Part.6（發行日期：2018年11月6日）

| 曲序 | 曲目             | 演唱                | 时长 |
| ---- | ---------------- | ------------------- | ---- |
| 1.   | Goodbye          | Wendy（Red Velvet） | 3:13 |
| 2.   | Goodbye（Inst.） |                     | 3:13 |

## 收視率
| 集數       | 播出日期   | 標題                   | AGB收視率        | AGB收視率      |
| 集數       | 播出日期   | 標題                   | 大韓民國（全國） | 首爾（首都圈） |
| ---------- | ---------- | ---------------------- | ---------------- | -------------- |
| 1          | 2018/10/01 | 其實我討厭逃跑         | 2.882%           | 3.068%         |
| 2          | 2018/10/02 | 我眼中的你 一直都是你  | 2.827%           | 3.236%         |
| 3          | 2018/10/08 | 緋聞                   | 3.479%           | 3.925%         |
| 4          | 2018/10/09 | 我想跟你睡             | 4.331%           | 4.405%         |
| 5          | 2018/10/15 | 公開戀愛               | 3.868%           | 3.941%         |
| 6          | 2018/10/16 | 第一次，與不同的妳生活 | 4.437%           | 4.245%         |
| 7          | 2018/10/22 | 親吻後的尷尬           | 4.296%           | 4.054%         |
| 8          | 2018/10/23 | 我喜歡這樣的自己跟你   | 4.281%           | 4.352%         |
| 9          | 2018/10/29 | 拼命隱藏的秘密         | 3.814%           | 4.037%         |
| 10         | 2018/10/30 | 母女大告白             | 3.552%           | 3.526%         |
| 11         | 2018/11/05 | 處處都有妳的回憶       | 4.147%           | 4.857%         |
| 12         | 2018/11/06 | 好人?壞人?             | 4.759%           | 5.352%         |
| 13         | 2018/11/12 | 你就是我的解藥         | 4.689%           | 5.214%         |
| 14         | 2018/11/13 | 愛情，是一門很難的課題 | 5.317%           | 6.063%         |
| 15         | 2018/11/19 | 不一樣的生活           | 5.209%           | 6.132%         |
| 16         | 2018/11/20 | 你/妳就是我的命運      | 5.181%           | 5.680%         |
| 平均收視率 | 平均收視率 | 平均收視率             | 4.192%           | 4.505%         |

- 收視最低的集數以藍色表示，收視最高的集數以紅色表示，而空格則表示該集的收視沒有相關數據。

## 提名&獲獎列表
| 年份   | 頒獎典禮           | 獎項                | 入圍者 | 結果 |
| 2019年 | 第55屆百想藝術大賞 | 電視部門 女子配角獎 | 李多熙 | 提名 |

## 外部連結
- 韓國JTBC官方網站 （页面存档备份，存于）
- 在Netflix上觀看《愛上變身情人》

| JTBC 月火劇                              | JTBC 月火劇                                      | JTBC 月火劇 |
| ---------------------------------------- | ------------------------------------------------ | ----------- |
|                                          | 愛上變身情人 （2018年10月1日 - 2018年11月20日）  |             |
| 乒乓球 （2018年9月17日 - 2018年9月18日） | 先熱情地打掃吧 （2018年11月26日 - 2019年2月4日） |             |

| 新加坡 HUB娱家戏剧台 星期六 兩集連播 21:45-00:00 | 新加坡 HUB娱家戏剧台 星期六 兩集連播 21:45-00:00 | 新加坡 HUB娱家戏剧台 星期六 兩集連播 21:45-00:00 |
| ------------------------------------------------ | ------------------------------------------------ | ------------------------------------------------ |
|                                                  | 愛上變身情人 （2019年2月9日 - 2019年3月30日）    |                                                  |
| 男朋友 （2018年12月8日 - 2019年2月2日）          | 謎霧 （2019年4月6日 - 2019年5月25日）            |                                                  |

| 香港 Now劇集台 每日 22:00 - 23:00              | 香港 Now劇集台 每日 22:00 - 23:00            | 香港 Now劇集台 每日 22:00 - 23:00              |
| ---------------------------------------------- | -------------------------------------------- | ---------------------------------------------- |
|                                                | （2019年4月12日 - 2019年5月5日）             |                                                |
| 百日的郎君 （2019年3月17日 - 2019年4月11日）   | 雞龍仙女傳 （2019年5月6日 - 2019年5月25日）  |                                                |
| 香港 ViuTV 星期一至五 20:30 - 21:30            |                                              |                                                |
| 我身後的陶斯 （2019年5月28日 - 2019年6月25日） | 變身有情人 （2019年6月26日 - 2019年7月29日） | 男朋友 （2019年7月30日 - 2019年8月30日）       |
| 香港 ViuTV 星期一至五 13:30－14:30             |                                              |                                                |
| 金裝律師 （2020年7月2日－2020年7月30日）       | 變身有情人 （2020年7月31日－2020年9月2日）   | 先熱情地打掃吧 （2020年9月3日－2020年10月8日） |

| 臺灣 八大戲劇台 星期一至五 23:00 - 00:00    | 臺灣 八大戲劇台 星期一至五 23:00 - 00:00           | 臺灣 八大戲劇台 星期一至五 23:00 - 00:00           |
| ------------------------------------------- | -------------------------------------------------- | -------------------------------------------------- |
|                                             | 愛上變身情人 （2019年9月5日 - 2019年10月10日）     |                                                    |
| 百日的郎君 （2019年7月29日 - 2019年9月4日） | 僅此一次的愛情 （2019年10月11日 - 2019年11月13日） |                                                    |
| 臺灣 八大綜合台 星期一至五 22:00 - 23:00    |                                                    |                                                    |
| 又，吳海英 （2020年3月27日 - 2020年5月5日） | 愛上變身情人 （2024年1月6日 - 2024年4月12日）      | 她很漂亮（重播） （2020年6月11日 - 2020年6月29日） |

| 香港/ 臺灣/ 马来西亚/ 新加坡/ 印度尼西亞/ 菲律賓/ 緬甸/ 泰國/ 馬爾地夫/ 斯里蘭卡 · tvN Asia 星期四、五 21:15 - 22:35 | 香港/ 臺灣/ 马来西亚/ 新加坡/ 印度尼西亞/ 菲律賓/ 緬甸/ 泰國/ 馬爾地夫/ 斯里蘭卡 · tvN Asia 星期四、五 21:15 - 22:35 | 香港/ 臺灣/ 马来西亚/ 新加坡/ 印度尼西亞/ 菲律賓/ 緬甸/ 泰國/ 馬爾地夫/ 斯里蘭卡 · tvN Asia 星期四、五 21:15 - 22:35 |
| --- | --- | --- |
| | 爱上变身情人 （2024年2月22日 - 2024年4月12日）                                                                       | |
| — | 阿斯达年代记 （2024年4月18日 - 2024年6月14日）                                                                       | |